# Fitogeografía de América del Sur

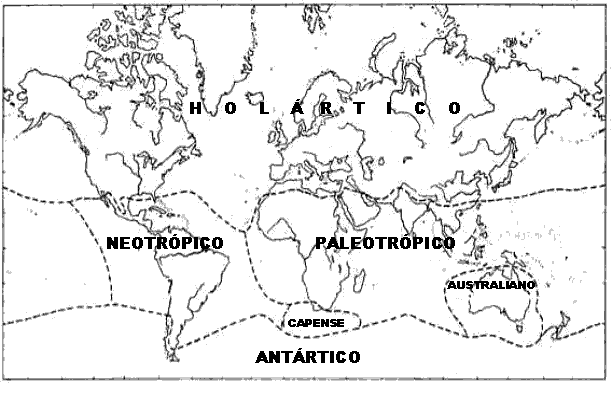
Mapa en el que se muestra los Reinos fitogeográficos presentes en América del Sur

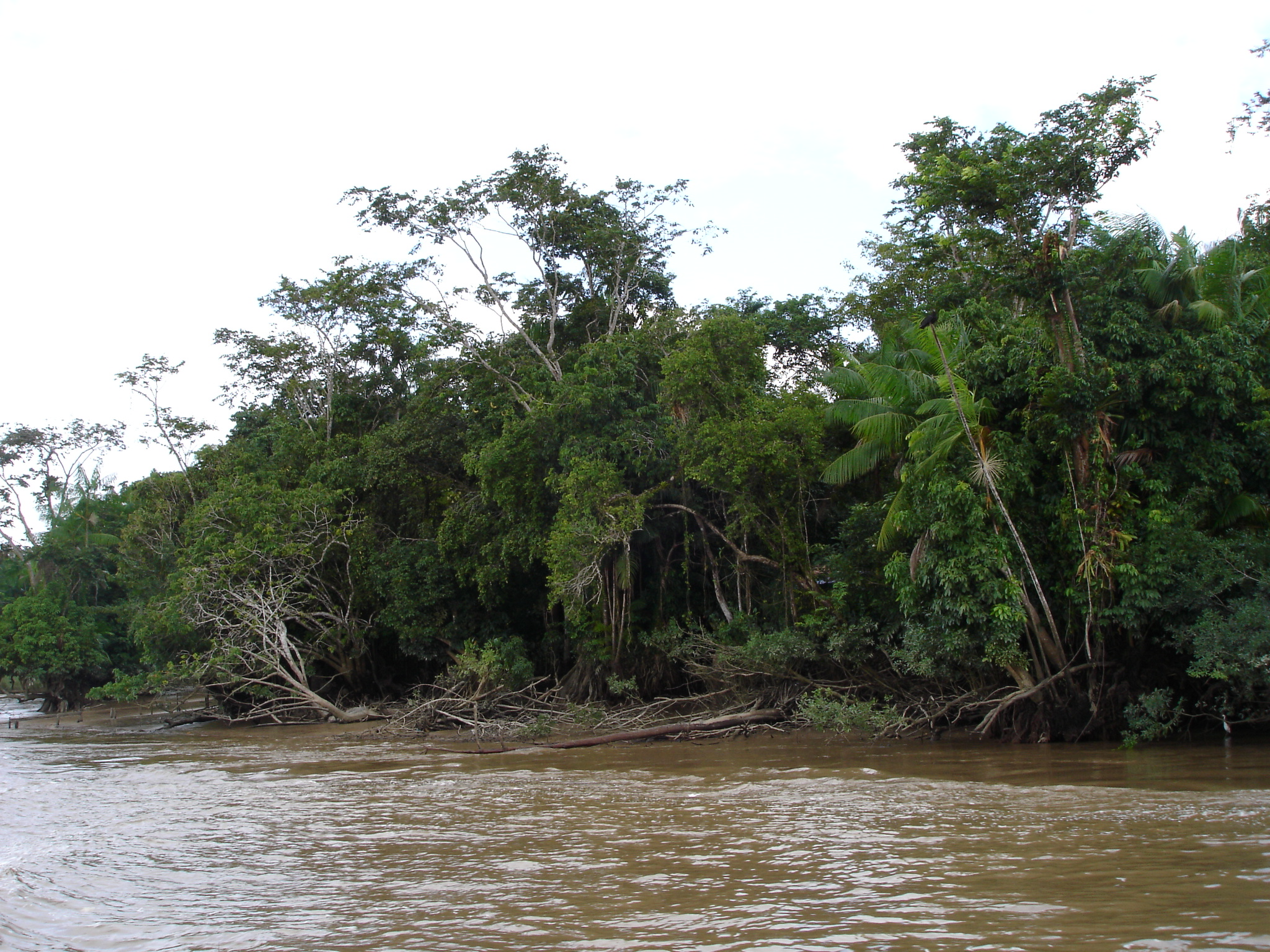
Selva amazónica, Región fitogeográfica Neotropical.

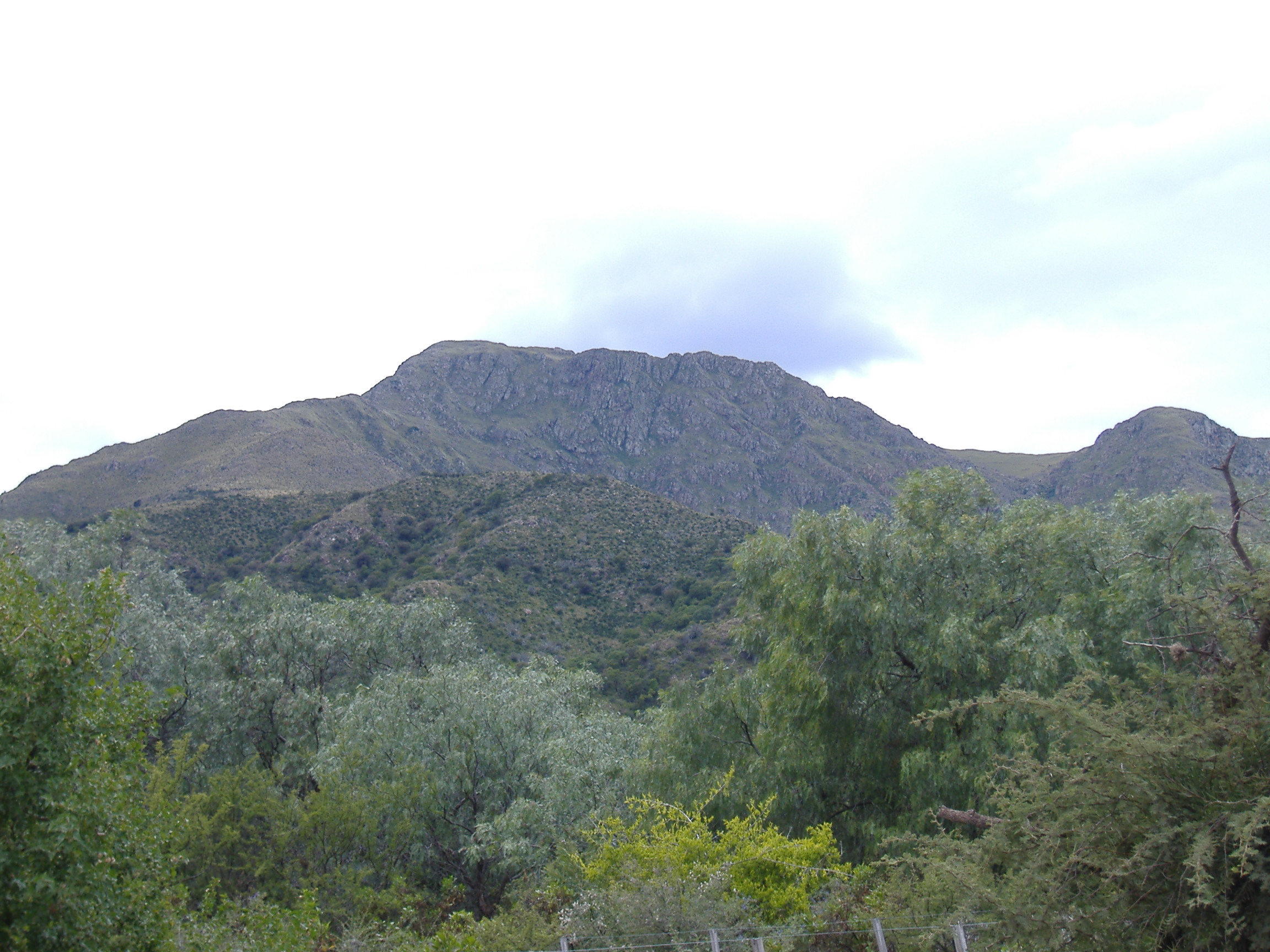
Cerro Uritorco, Capilla del Monte, Córdoba, Argentina; Distrito fitogeográfico Chaqueño Serrano.

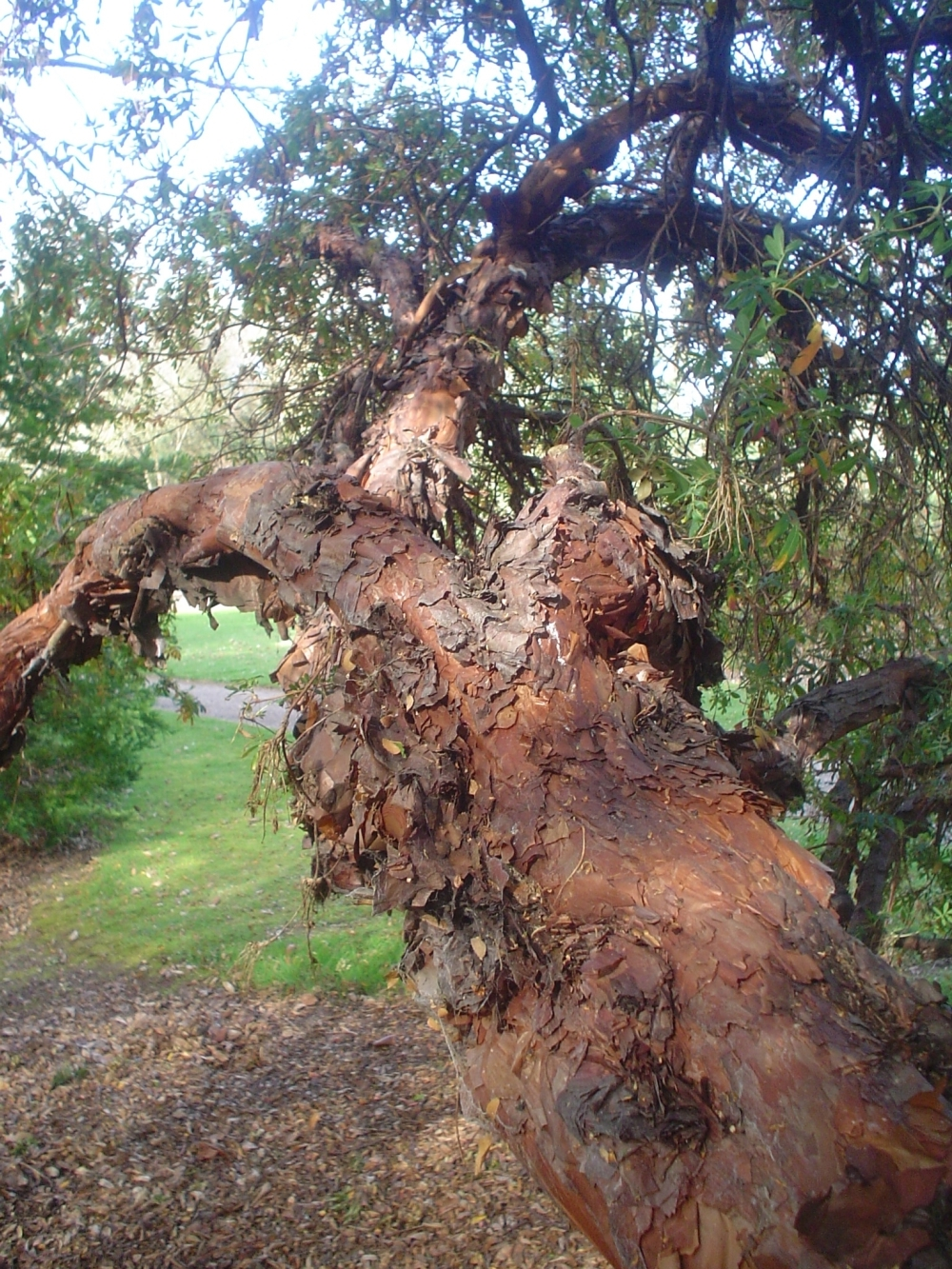
Una de las especies de queñoa, los árboles característicos de la puna.

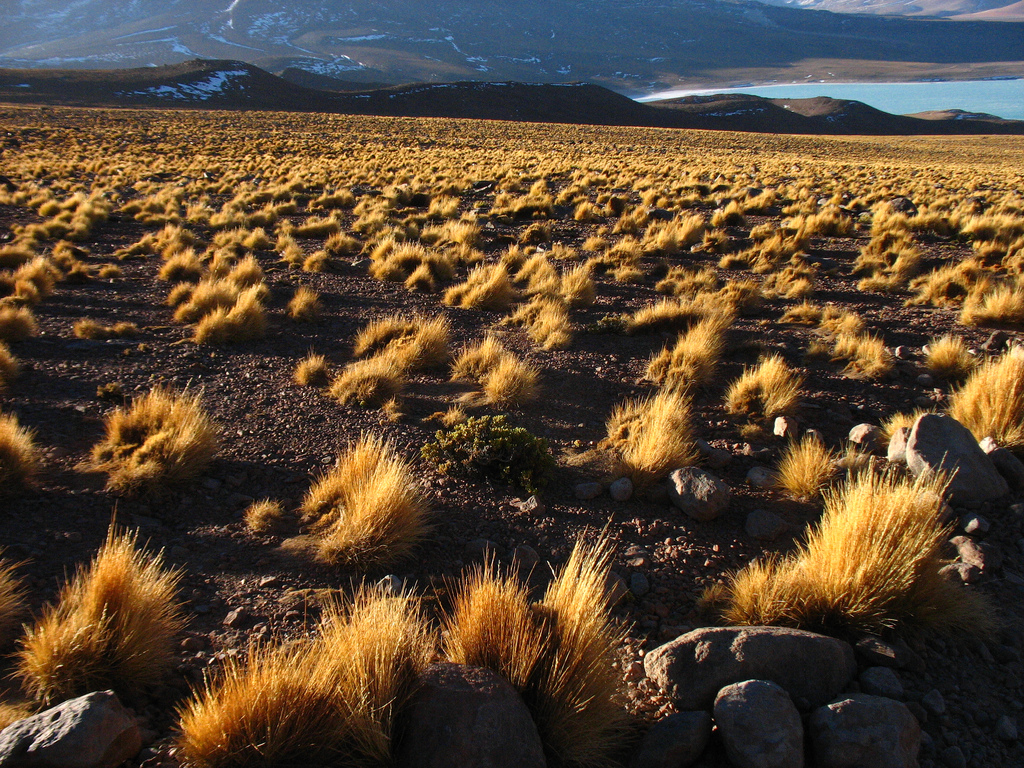
Pajonal de ichu cerca de Laguna Verde, Potosí, Bolivia.

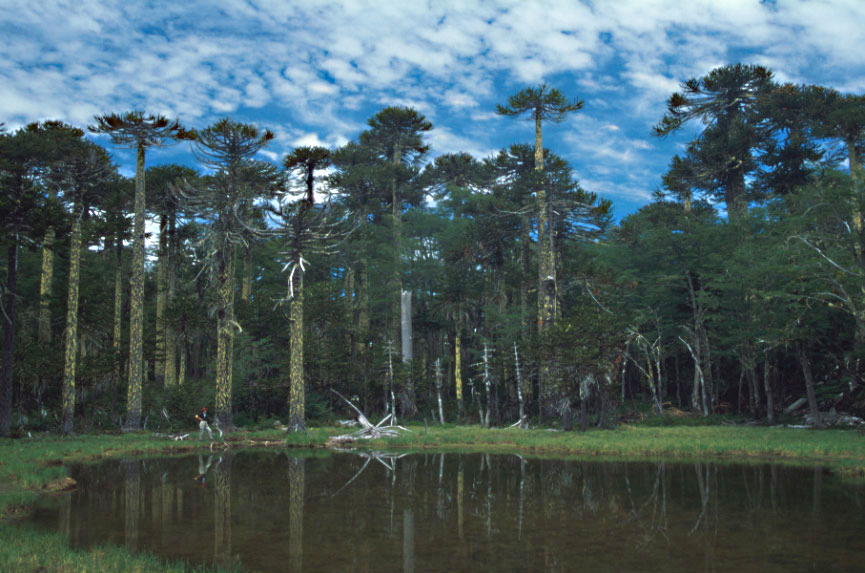
Bosques de la Región fitogeográfica Antártica en la zona de la laguna Los Patos, Sendero de las Lagunas, parque nacional Huerquehue, en la Región de la Araucanía, en el sur de Chile.

La fitogeografía de América del Sur es la rama de la biogeografía de América del Sur responsable de estudiar el origen, distribución, adaptación y asociación de las plantas sudamericanas, de acuerdo con la localización geográfica y su evolución. Se emplean para ello información del subcontinente brindada por la fitoecología, la fitosociología, la fitocorología, y la paleofitogeografía, o fitogeografía histórica.

## Sinonimia
La Fitogeografía de América del Sur también es llamada Geobotánica de América del Sur, Geografía de las plantas de América del Sur, y Geografía botánica de América del Sur.

## Subdivisión fitogeográfica de América del Sur
Varios autores han tratado de definir las divisiones fitogeográficas de Sudamérica, aunque no hay unanimidad de criterios para clasificar la fitogeografía sudamericana. La clasificación más aceptada es la de Engler, adaptada por Mattick, definida por endemismos y predominancia de Familias y Subfamilias. Según esta, de los 7 grandes territorios florales globales, llamados también reinos fitogeográficos, imperios florales, o regiones fitogeográficas, se hacen presente en Sudamérica 3 de ellos, los que a su vez, se subdividen en Dominios fitogeografícos, los que son definidos por la predominancia de ciertas Familias, y por el endemismo a nivel de Géneros. Los Dominios fitogeográficos, asimismo, reúnen grupos de Provincias fitogeográficas, las que pueden estar subdivididas en Distritos fitogeográficos.

## Región fitogeográfica Neotropical
También es llamado Reino florístico Neotropical. Ocupa la mayor parte de América del Sur, con excepción del sector sudoeste del subcontinente. Se distribuye desde el extremo norte hasta el norte de la isla Grande de Tierra del Fuego. Las altitudes van desde el nivel marino hasta más allá de los 6000 m s. n. m. Takhtajan lo subdivide en 5 Dominios (llamados por él regiones): Caribeño, Montano-Guayánico, Amazónico, Brasileño, Andino. También se suele incluir en él al Dominio Madreano de la Región fitogeografía Neártica u Holártico.
Otros autores los subdividen también en 5 Dominios: Dominio fitogeográfico Caribe, Dominio fitogeográfico Amazónico, Dominio fitogeográfico Guayano, Dominio fitogeográfico Chaqueño, y Dominio fitogeográfico Andino-patagónico.
Su flora se relaciona con la de la Región fitogeográfica Paleotropical, si bien presenta importantes familias endémicas o muy diversificadas, ausentes o pobremente representadas en otras Regiones fitogeográficas. 
Posee 3500 géneros endémicos, y 25 familias endémicas o casi endémicas. Las familias más características son Bromeliaceae, Cactaceae, Malesherbiaceae, Nolanaceae, y Tropaeolaceae.

## Región fitogeográfica Antártica
También es llamado Reino florístico Holantártico. Ocupa solo el sudoeste de América del Sur, con altitudes que van desde el nivel marino hasta aproximadamente los 2000 m s. n. m. Su flora se relaciona con la del continente antártico, las islas subantárticas, Nueva Zelandia, etc.
Presenta entre 10 y 12 familias endémicas, en general pequeñas; y 20 géneros endémicos, entre ellos destaca Nothofagus pues es el dominante en los bosques de la formación, junto a algunas coníferas también endémicas. 
En la zona presenta dos Dominios: Dominio fitogeográfico Subantártico, el cual cubre toda el área de la Región fitogeográfica presente en el subcontinente. El otro es el Dominio fitogeográfico Antártico, el cual cubre la Antártida y las islas que la rodean.

## Región fitogeográfica Oceánica
En Sudamérica está presente tanto en las aguas del océano Atlántico como las del océano Pacífico, así como en los mares relacionados con ambos. La compone una flora macroscópica donde las especies dominantes son una alta diversidad de algas. En las aguas marinas cálidas también habitan algunas fanerógamas.
Según Ekman, en las aguas del subcontinente se subdivide en varios Dominios fitogeográficos: Tropical, Magallánico, Peruano-chileno, y Antártico.